# سنگ‌چشم پیشانی‌سفید
سنگ‌چشم پیشانی‌سفید با نام علمی Lanius nubicus که به آن سنگ‌چشم نقابدار نیز گفته می‌شود، گنجشک‌سانی از خانوادهٔ سنگ‌چشمان است که در جنوب‌شرقی اروپا و منتهی‌الیه شرقی سرزمین‌های مدیترانه‌ای زاد و ولد می‌کند. جمعیتی جداگانه از این پرنده در ایران وجود دارد و در فلسطین، ترکیه، سوریه و قبرس نیز از گونه‌های متداول به‌شمار می‌رود. سنگ‌چشم پیشانی‌سفید پرنده‌ای مهاجر بوده و زمستان‌ها را در شمال آفریقا می‌گذراند.

## ویژگی‌های ریخت‌شناسی
سنگ‌چشم پیشانی‌سفید پرنده‌ای میان‌جثه بوده و با طولی بین ۱۷ تا ۱۸ سانتی‌متر، کوچکترین گونهٔ سنگ‌چشمان شمرده می‌شود. پرندهٔ نر پرهایی سیاه و سفید و پهلوهایی نارنجی رنگ دارد. پرهای بخش بالایی بدن، تاج، دم بلند و بال‌های پرنده به طور عمده سیاه بوده و نقوش بزرگ سفیدرنگی بر روی بال‌های آن وجود دارد که به هنگام پرواز آشکار می‌شوند. صورت پرنده سفیدرنگ است و نوار پهن سیاهی از میان چشم‌هایش می‌گذرد. پرهای زیر بدن به جز پهلوها که نارنجی هستند به رنگ سفید می‌باشند.
پرندگان ماده و پرندگان جوان این گونه به جای پرهای سیاه بالای بدن، پرهایی به رنگ خاکستری تیره داشته و رنگ نارنجی پهلوها از درخشندگی و حجم کمتری نسبت به پرندهٔ نر برخوردار است. جوجه‌ها نیز دارای پرهایی خاکستری با خطوط موجی‌شکل در بالا و پرهایی سفید که آنها نیز خطوطی موجی‌شکل دارند در زیر بدنشان هستند.

## تغذیه
سنگ‌چشم پیشانی‌سفید از حشرات بزرگ، پرندگان کوچک، موش صحرایی و مارمولک تغذیه می‌کند. این پرنده نیز گاهی همچون دیگر سنگ‌چشم‌ها از مکانی بلند بر شکارش فرود آمده آن را ا از تیغ‌ها یا سیم‌های خارداری که نقش گنجهٔ خوراک او را دارند آویزان می‌کند. با این حال اغلب نواحی نیمه پوشیده را برای شکارکردن انتخاب می‌کند.

## زیستگاه و زادآوری
این پرنده در جنگل‌های باز و کم‌درخت، کشتزارها، زیتون‌سارها و باغ‌های انجیر اقدام به لانه‌سازی بر بالای درختان کرده و پس از جفتگیری، بین ۴ تا ۷ عدد تخم می‌گذارد.